# Рикеттс, Шаника
Шаника Рикеттс (англ. Shanieka Ricketts; род. 2 февраля 1992, Сент-Томас, Сарри) — ямайская легкоатлетка. Специализируется на тройном прыжке. Призёр чемпионатов мира в тройном прыжке (2019, 2022), призёр Панамериканских игр 2019 года. 

## Карьера
На летних Олимпийских играх в Рио-де-Жанейро заняла итоговое 14-е место с результатом 14,02 метра. 
В Лондоне на чемпионате мира в 2017 году заняла итоговое восьмое место, прыгнув на 14,13 метра. 
В 2019 году на панамериканских играх в Лиме стала второй в секторе тройного прыжка, прыгнув на 14,77 метра и уступив первую строчку венесуэльской спортсменке Юлимар Рохас. 
На предолимпийском чемпионате мира, который состоялся в Дохе, ямайская атлетка выполнила свой лучший прыжок на 14,92 метра, однако вновь уступила первую строчку и звание чемпионки мира венесуэльской спортсменке Юлимар Рохас.